# Wieża ciśnień w Białej Piskiej

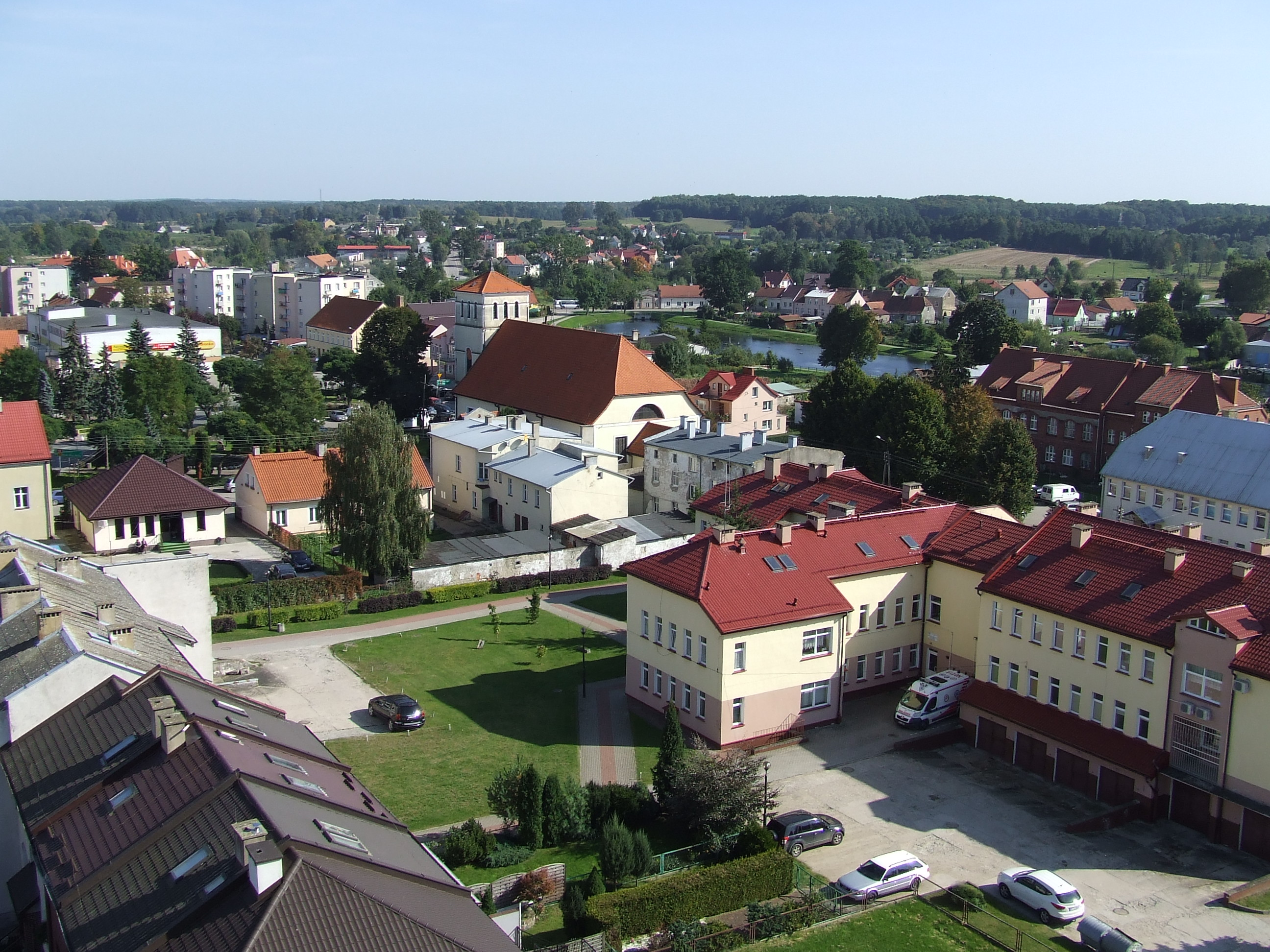
Widok z tarasu wieży w kierunku wschodnim

Wieża ciśnień w Białej Piskiej – wieża wodna znajdująca się w Białej Piskiej przy ul. Ogrodowej, zbudowana w 1928 roku. Wysokość wieży to 34 m. Wieża należy do Zakładu Wodociągów i Kanalizacji w Białej Piskiej.